# Dinapigue
Dinapigue é um município de  primeira classe de renda municipal (d) na província Isabela, nas Filipinas. De acordo com o censo de 1 de maio  de  2020 possui uma população de 5 821 pessoas e 1 405 domicílios.